# Grzenia
Grzenia – kaszubski dobrotliwy duch będący opiekunem snu oraz sennych marzeń. Usypia zmęczonych ludzi i budzi ich rześkimi.
Grzenia opiekował się także zwierzętami, dzikimi i domowymi. Późną jesienią mieszkał w głębokich lasach i czuwał nad hibernującymi zwierzętami.
Drewniana figura przedstawiająca Grzenię, jako jedna z 13 figur szlaku turystycznego „Poczuj kaszubskiego ducha” współfinansowanego ze środków unijnych i wykonana przez Jana Redźko na podstawie opracowania „Bogowie i duchy naszych przodków. Przyczynek do kaszubskiej mitologii” Aleksandra Labudy, znajduje się w miejscowości Strzepcz.

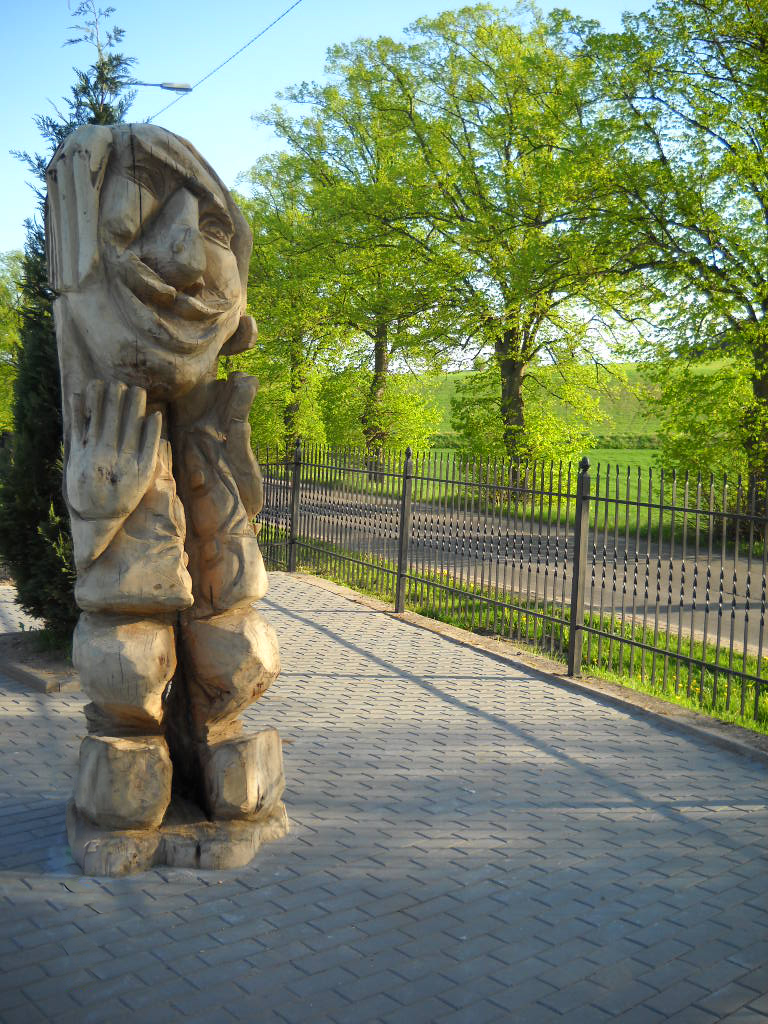
Grzenia, rzeźba wykonana przez artystę ludowego Jana Redźko